# Philadelphus seoulensis
Philadelphus seoulensis är en hortensiaväxtart som beskrevs av Y.H. Chung och H. Shin. Philadelphus seoulensis ingår i släktet schersminer, och familjen hortensiaväxter. Inga underarter finns listade i Catalogue of Life.